# Георги Каменски
Георги Каменски е бивш български футболист, вратар.
Играл е за Левски (София) (1964 – 1972). Има 89 мача в А група и 17 мача за купата на страната. Трикратен шампион на България (1965, 1968, 1970) и трикратен носител на Купата на Съветската армия (1967, 1970, 1971). Има 8 мача за А националния отбор (1968 – 1971). Участва на СП-1970 в Мексико, но не влиза в игра. За Левски има 4 мача в евротурнирите (2 за КЕШ и 2 за КНК).